# Зелений пес
«Зеле́ний пе́с» (імпринти: «Гамазин», «Джерела М») — українське видавництво, що спеціалізується на сучасній художній літературі та художній літературі для дітей, засноване 1999 року письменниками та громадськими діячами Братами Капрановими.

## Видання та автори
Видавництво співпрацює з більш ніж 100 українськими та іноземними авторами. Видано понад 250 назв книг в межах 25 серій.
2011 року побачила світ унікальна історично-літературна серія дитячих розслідувань про життя видатних українців «12 балів».
Влітку того ж року видано книгу німкені Габі Кьопп «Навіщо я народилась дівчинкою?» про сексуальне насилля з боку радянських визволителів.
В асортименті видавництва — як художні, так і пізнавальні книги, зокрема, від таких авторів, як Симона Вілар, Сінкен Гопп, Джеральд Даррелл, Роберт Шеклі, Брати Капранови, Дяченки Марина та Сергій, Генрі Лайон Олді, Громовиця Бердник, Ольга Кобилянська, Олександр Грін, Ірина Вільде, Анатолій Григорук, Юрій Ячейкін, Марія Куделя, Андрій Куделя, Олексій Волков, Катерина Хінкулова.